# Buparomma capellum
Genre
Espèce
Synonymes
- Bupares capellus Thorell, 1889

Buparomma capellum, unique représentant du genre Buparomma, est une espèce d'opilions laniatores de la famille des Beloniscidae.

## Distribution
Cette espèce est endémique de Birmanie.

## Description
Le syntype mesure 3,5 mm.

## Systématique et taxinomie
Cette espèce a été décrite sous le protonyme Bupares capellus par Thorell en 1889. Elle est placée dans le genre Buparomma par Roewer en 1949.

## Publications originales
- Thorell, 1889 : « Aracnidi Artrogastri Birmani raccolti da L. Fea nel 1885-1887. » Annali del Museo Civico di Storia Naturale di Genova, sér. 2, vol. 7, p. 521-729 (texte intégral).
- Roewer, 1949 : « Einige neue Gattungen der Phalangodidae (Opiliones). » Veröffentlichungen aus dem Überseemuseum Bremen, vol. 1, p. 143–144.